# Dumitru Coroamă
Dumitru Coroamă (n. 19 iulie 1885, localitatea Răpciuni, Neamț - d. 1956) a fost un ofițer al Armatei Române, avansat până la gradul de general de divizie, care a luptat atât în Primul Război Mondial cât și în cel de-al Doilea Război Mondial.
Dumitru a făcut școala primară în satul natal, gimnaziul la Hangu, apoi tatăl l-a trimis la Liceul „Petru Rareș” din Piatra-Neamț, cel mai de seamă al timpului în regiune. După absolvire, Dumitru Coroamă a fost învățător-suplinitor la școlile din Broșteni, Cotârgași, Frumosu, Farcașa de pe Valea Bistriței. Urmează apoi Școala Militară de Ofițeri de Infanterie pe care a absolvit-o cu gradul de sublocotenent și a fost repartizat la Regimentul Războieni No. 15 din Piatra-Neamț.

## Campanii
- Bulgaria 1913, Primul Război Mondial: 1916 - 1917.
- în 1919 a fost rănit datorită unei explozii în gara Dej.

A fost decorat cu Ordinul „Mihai Viteazul”, clasa III, pentru modul cum și-a condus batalionul din Regimentul 15 Infanterie în operațiile militare postbelice.
„Pentru vitejia și avântul cu care a condus unitatea în luptele de la Varsoltz, când a atacat viguros inamicul puternic întărit, respingându-l. La 17 aprilie 1919, a silit pe inamic să se retragă în dezordine în direcția cotei 32. În luptele de la Lzt. Agota, a atacat cu hotărâre și inițiativă trecând podul sub un foc ucigător de mitraliere și ocupându-l, apoi, profitând de întuneric, cu o companie urmărind pe inamic, îl atacă din flanc și spate, punându-l în debandadă, fără a mai putea să reziste pe vreo poziție. S-a distins și la ocuparea satului Tisa-Fured, în ziua de 1 mai 1919.”
Înalt Decret no. 2254 din 14 iunie 1919:p. 100

## Carieră militară
Avansează în grad, devenind general.
- 1906 - repartizat la Regimentul Războieni No. 15 - Piatra Neamț;
- 1929 - numit comandantul R. 15 Infanterie P. Neamț cu gradul de Colonel;
- 1935 - Comandantul Brigăzii 16 Infanterie Satu Mare cu gradul de General de Brigadă;
- 1937 - Comandant Divizia de Gardă – București;
- 1940 – comandantul Corpului 4 Armată.

A fost înaintat la gradul de general de divizie cu începere de la data de 6 iunie 1940.
Generalul Dumitru Coroamă fusese comandantul trupelor din Capitală, care a refuzat - la 5 septembrie 1940 - să tragă în tineretul legionar; a fost demis și trecut în rezervă în ianuarie 1941 de către Antonescu, pentru simpatii legionare.
Nu a participat la războiul împotriva Rusiei sovietice, aflându-se în dezacord cu gen. Ion Antonescu. Generalul Coroamă a susținut războiul cu toate forțele doar până la Nistru, iar dincolo de Nistru, doar cu un corp expediționar. Întrucât cei doi generali nu au căzut de acord, Coroamă și-a dat demisia din armată.
În mai 1948 este arestat, odată cu arestările masive de legionari de către regimul comunist și condamnat.
Deținut întâi la Jilava, apoi transferat la Ocnele Mari, cu un lot de legionari fruntași (printre care: Alexandru Constant, Ion Dumitrescu-Borșa, Ion Victor Vojen, Petre Țuțea). Apoi este transferat la Aiud, de unde este eliberat după un total de opt ani de detenție.
După eliberare se stinge din viață ca urmare a nenumăratelor chinuri suferite în închisorile comuniste, fiind paralizat și bolnav.
Este înmormântat la cimitirul din Piatra Neamț.

## Decorații și Medalii
- Ordinul Steaua României cu spade în grad de cavaler;
- Coroana României în grad de ofițer;
- Ordinul „Mihai Viteazul”, clasa III, 14 iunie 1919[2]:p. 143
- Steaua României în grad de ofițer;
- Medalia Bărbăție și Credință.